# هینی اشلر
هینی اشلر (انگلیسی: Heini Scheller؛ ۳ اوت ۱۹۲۹ – ۱ سپتامبر ۱۹۵۷) قایقران روئینگ اهل سوئیس بود.
وی در مسابقات کشوری و بین‌المللی در مجموع برندهٔ ۱ مدال نقره، ۲ مدال برنز شده‌است.